# Monhystera chitwoodi
Monhystera chitwoodi är en rundmaskart som beskrevs av Steiner 1958. Monhystera chitwoodi ingår i släktet Monhystera och familjen Monhysteridae. Inga underarter finns listade i Catalogue of Life.